# داردک ازبکستان
داردک ازبکستان {{ازبکی|Dardak) یک شهر در ازبکستان است که در ولایت اندیجان واقع شده‌است. داردک ازبکستان ۲۶٬۰۵۵ نفر جمعیت دارد.